# Tereza Hradilková
Tereza Hradilková je česká grafička a architektka, tvořící z vyřezávaného a slepovaného papíru. Během svého dvouletého pobytu v Japonsku se inspirovala tamní tradicí vystřihovánek, brzy však začala experimentovat s motivy a tvary. Roku 2007 založila značku a studio Porigami (Pori je její přezdívka z dětství, gami znamená japonsky papír). Škála jejích děl sahá od vizitek přes prořezávané knihy po velké papírové konstrukce určené jako ozdoba veřejných prostor.